# Dágarjávrre
Dágarjávrre, enligt tidigare ortografi Takarjaure, är en sjö i Jokkmokks kommun i Lappland och ingår i Luleälvens huvudavrinningsområde. Sjön har en area på 0,29 kvadratkilometer och ligger 1 235 meter över havet. Dágarjávrre ligger i Sarek Natura 2000-område i östra delen av Skoarkki-massivet.

## Delavrinningsområde
Dágarjávrre ingår i det delavrinningsområde (745960-161472) som SMHI kallar för Utloppet av Sitojaure. Medelhöjden är 848 meter över havet och ytan är 142,05 kvadratkilometer. Räknas de 40 avrinningsområdena uppströms in blir den ackumulerade arean 693,72 kvadratkilometer. Sijddoädno som avvattnar avrinningsområdet har biflödesordning 3, vilket innebär att vattnet flödar genom totalt 3 vattendrag (Blackälven (Smadjeädno), Lilla Luleälven, Luleälven) innan det når havet efter 299 kilometer. Avrinningsområdet består mestadels av skog (24 procent) och kalfjäll (51 procent). Avrinningsområdet har 22,23 kvadratkilometer vattenytor vilket ger det en sjöprocent på 15,6 procent. Delavrinningsområdet täcks till 0,36 procent av glaciärer, med en yta av 0,5169 kvadratkilometer.